# Arseniusz (Maciejewicz)
Arseniusz, imię świeckie Aleksandr Iwanowicz Maciejewicz (ur. 1697 we Włodzimierzu Wołyńskim, zm. 28 lutego 1772 w Rewlu) – biskup Rosyjskiego Kościoła Prawosławnego, pozbawiony godności za protest przeciwko sekularyzacji dóbr kościelnych przeprowadzony przez Katarzynę II.

## Życiorys
Był z pochodzenia Polakiem. W 1716 złożył wieczyste śluby mnisze w monasterze Przemienienia Pańskiego w Nowogrodzie Siewierskim, po czym został wyświęcony na hierodiakona. W 1723 ukończył studia teologiczne w Kijowskiej Akademii Duchownej i przyjął święcenia kapłańskie. W latach 1728–1729 żył w ławrze Peczerskiej i w monasterze św. Eliasza w Czernihowie. W 1730 wyjechał jako kaznodzieja do Tobolska.
W 1734 brał udział w ekspedycji floty rosyjskiej mającej na celu odkrycie drogi morskiej na Kamczatkę. W 1736 był sądzony przed kolegium admiralicji, z nieujawnionych powodów, uznano go jednak za niewinnego. W roku następnym zakończył służbę we flocie rosyjskiej i rozpoczął pracę duszpasterską w eparchii wołogodzkiej.
26 marca 1741 przyjął chirotonię biskupią, otrzymując od razu godność metropolity z tytułem metropolity syberyjskiego i tobolskiego. W roku następnym został przeniesiony do eparchii rostowskiej i zaliczony do składu Świątobliwego Synodu Rządzącego. Należał do najlepiej wykształconych hierarchów Rosyjskiego Kościoła Prawosławnego swojej epoki.
Jeszcze w okresie rządów carycy Elżbiety protestował przeciwko zamiarom sekularyzacji dóbr kościelnych. W okresie panowania Katarzyny II poświęcił temu problemowi dwa listy pasterskie przesłane do Synodu. Protestował w nich w szczególności przeciwko planowanej inwentaryzacji majątku Cerkwi oraz przeciwko wprowadzeniu ksiąg wydatków i dochodów Kościoła. Obawiając się konsekwencji pism, Synod przekazał je carycy, która nakazała surowo ukarać metropolitę Arseniusza. Hierarcha usiłował pogodzić się z carycą, odwołując krytykę jej planów i prosząc o skierowanie do monasteru Przemienienia Pańskiego w Nowogrodzie Siewierskim. Jednak sąd Synodu tworzony przez metropolitów moskiewskiego Tymoteusza i nowogrodzkiego Dymitra, arcybiskupów krutickiego Ambrożego i petersburskiego Gabriela, biskupów pskowskiego Gedeona i twerskiego Atanazego oraz archimandrytę Monasteru Nowospasskiego pozbawił go święceń kapłańskich, zabronił korzystać z atramentu i papieru oraz skazał na zesłanie do odległego monasteru. Katarzyna II, chcąc utrwalić swój wizerunek łaskawej władczyni, zrewidowała wyrok w zakresie pozbawienia święceń kapłańskich. Arseniusz (Maciejewicz) został osadzony w Monasterze Terapontowski, następnie przeniesiony do monasteru św. Mikołaja w Korelii k. Archangielska, wreszcie do skitu Trójcy Świętej na wyspie Anzerskiej.
W 1767, po doniesieniu, iż uwięziony Arseniusz oskarża ją o bezprawne zajmowanie tronu (z racji cudzoziemskiego pochodzenia), Katarzyna II nakazała pozbawić go święceń kapłańskich i przewieźć do twierdzy w Rewlu jako Andrzeja Kłamcę. Duchownego wyłączono także ze stanu mniszego. Zmarł w więzieniu w 1772. Prawdopodobnie został pochowany w cerkwi św. Mikołaja w Tallinnie.
Sobór Lokalny Rosyjskiego Kościoła Prawosławnego w 1918 przywrócił mu pośmiertnie godność metropolity z racji jej pozbawienia z powodów politycznych.
Nieformalny kult Arseniusza, jako świętego z racji bezpodstawnego uwięzienia i cierpień, funkcjonował jeszcze za jego życia i rozwijał się w XIX w. Rosyjski Kościół Prawosławny kanonizował go w 2000.